# Kancellár (oktatás)
A kancellár számos állami vagy magán felsőoktatási és kapcsolódó intézmény vezető tisztsége. Magyarországon a 2012–2015 között kialakított és attól kezdve fokozatosan kötelezővé tett felsőoktatási stratégia alapján az állami felsőoktatási intézményekhez a kormány által kinevezett, vezetői megbízással rendelkező, közalkalmazotti jogviszonyban működő gazdasági főigazgatókat nevezik így. 
A felsőoktatási intézmények kancellári rendszerei különböző  országokban eltérő feltételek szerint működnek.

## Története
Egykor  az uralkodói alapítású egyetemek (pl. óbudai, pécsi, pozsonyi) vezetőjét is kancellárnak nevezték.  Rendszerint érsek vagy püspök volt, aki néha helyetteseket alkalmazott. A kacellár a király illetve az egyház  képviselőjeként ellenőrizte az autonóm tanári testület tevékenységét és a vizsgákon megfelelt hallgatóknak - külön szertartás keretében - átadta a megfelelő fokozatú jogosítványt az egyetemi előadásokra.  A kancellár volt az egyetem fő fegyelmi hatósága, valamint az önálló bíráskodás ellenőrzője. 

## Magyarországon
2012-ben a kormány a felsőoktatásban úgynevezett kancellári rendszert dolgozott ki. Három bizottságot jelölt ki, amely az egyetemek és főiskolák adósságátvállalását, az állami fenntartású felsőoktatási intézmények PPP-projektjeinek kiváltását és az európai uniós projektek önrészének átvállalását irányítják. E szerint a kancellárok feladata lett a gazdaságilag előnytelen konstrukciók megakadályozása, valamint az informatikai park működtetése is. Az egyetemek és főiskolák gazdasági irányítóit a Nemzetgazdasági Minisztérium és az Emberi Erőforrások Minisztériuma jelöli és a kormány nevezi ki, mellettük az oktatási és tudományos ügyekben továbbra is a rektorok döntenek. A kancellári rendszer mintaként 2013 januárjában elsőként a Debreceni, a Szegedi, valamint az Eötvös Loránd Tudományegyetemen indult el, majd 2015. január 1-jétől kellett kötelezően bevezetni. A nemzeti felsőoktatásról szóló 2011. évi CCIV. törvény alapján tehát a kancellár az intézmény működtetését végzi, és felel a felsőoktatási intézmény gazdasági, pénzügyi, kontrolling, számviteli, munkaügyi, jogi, igazgatási, informatikai tevékenységéért, az intézmény vagyongazdálkodásáért, ideértve a műszaki, létesítményhasznosítási, üzemeltetési, logisztikai, szolgáltatási, beszerzési és közbeszerzési ügyeket is, irányítja e területen a működést”, továbbá e területeken egyetértési jogot gyakorol (törvényes és érvényes döntés nem hozható az egyetértés hiányában). Az iskolai rendszerű szakképzés állami fenntartású intézményei 2015. július 1-jétől szakképzési centrumokba tömörültek. A szakképzés teljes megújításának részeként 2019. március 1-étől álltak munkába a szakképzési centrumok kancellárjai.